# Arturo Vidal
Arturo Erasmo Vidal Pardo (* 22. Mai 1987 in Santiago de Chile) ist ein chilenischer Fußballspieler. Er wechselte im Alter von 20 Jahren nach Europa und kehrte im Jahr 2022 nach Südamerika zurück. Seit Januar 2024 spielt er für den chilenischen Erstligisten CSD Colo-Colo. Vidal ist Nationalspieler, gewann mit der A-Nationalmannschaft zweimal die Copa América und nahm an zwei Weltmeisterschaften teil.

## Karriere

### Vereine

#### Colo-Colo
Im Juni 2005 wurde Arturo Vidal in den Profikader des chilenischen Traditionsklubs CSD Colo-Colo aufgenommen, bei dem er zuvor mehrere Jugendmannschaften durchlaufen hatte. 2006 gewann der Klub mit ihm die chilenische Apertura-und-Clausura-Meisterschaft. In der Folgesaison verteidigte Colo-Colo diesen Titel. Im Sommer 2007 entschied sich Vidal für einen Wechsel nach Europa.

#### Bayer 04 Leverkusen
Vidal wurde von mehreren europäischen Vereinen umworben, letztlich unterschrieb er beim deutschen Bundesligisten Bayer 04 Leverkusen. Am 28. April 2007 gab Colo Colo den Transfer von Vidal nach Leverkusen bekannt. Nach eigenen Angaben zahlte Leverkusen eine Ablösesumme von 5,6 Millionen Euro. Der Vertrag sah vor, dass Colo-Colo bei einem möglichen Weiterkauf des Chilenen 30 Prozent der Ablösesumme erhalten sollte. In Leverkusen unterschrieb er einen Vertrag bis 2012.
In seinem ersten Jahr in Deutschland kam der Defensivspieler regelmäßig zu Einsätzen; sein Debüt in der Bundesliga gab Vidal am 19. August 2007 (2. Spieltag) gegen den Hamburger SV als Linksverteidiger. Am 6. Spieltag gelang ihm beim 3:0-Auswärtserfolg gegen Hannover 96 sein erster Ligatreffer für die Werkself. Auch in den folgenden Jahren war er Stammspieler bei Bayer. Dabei wurde er auf den verschiedensten Positionen eingesetzt. 2008/09 erreichte er mit der Mannschaft das Finale im DFB-Pokal, das man gegen Werder Bremen verlor. In der Saison 2010/11 wurde Vidal offensiver im zentralen Mittelfeld eingesetzt. Mit zehn Saisontoren war er der erfolgreichste Torschütze der Leverkusener, die am Ende die Vizemeisterschaft errangen.

#### Juventus Turin

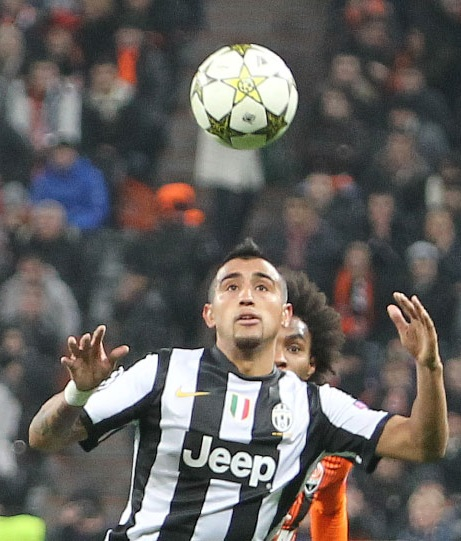
Vidal im Trikot von Juventus Turin (2012)

Im Juli 2011 wechselte Vidal für eine Ablösesumme von 10,5 Millionen Euro zum italienischen Rekordmeister Juventus Turin. Die Turiner hatten zuvor die Teilnahme am Europapokal verpasst. In seinem ersten Ligaspiel erzielte Vidal beim 4:1-Sieg gegen den FC Parma im drei Tage zuvor eingeweihten Juventus Stadium seinen ersten Treffer für seinen neuen Arbeitgeber. In der Saison 2012/13 erzielte Vidal in 45 Pflichtspielen für seinen Verein 15 Tore und konnte unter Trainer Antonio Conte den zweiten Meistertitel in Folge feiern; so auch in den Folgesaisons 2013/14 und 2014/15. Im Juni 2015 lief er für Juventus im Finale der Champions League auf, das gegen den FC Barcelona mit 1:3 verloren wurde.

#### FC Bayern München

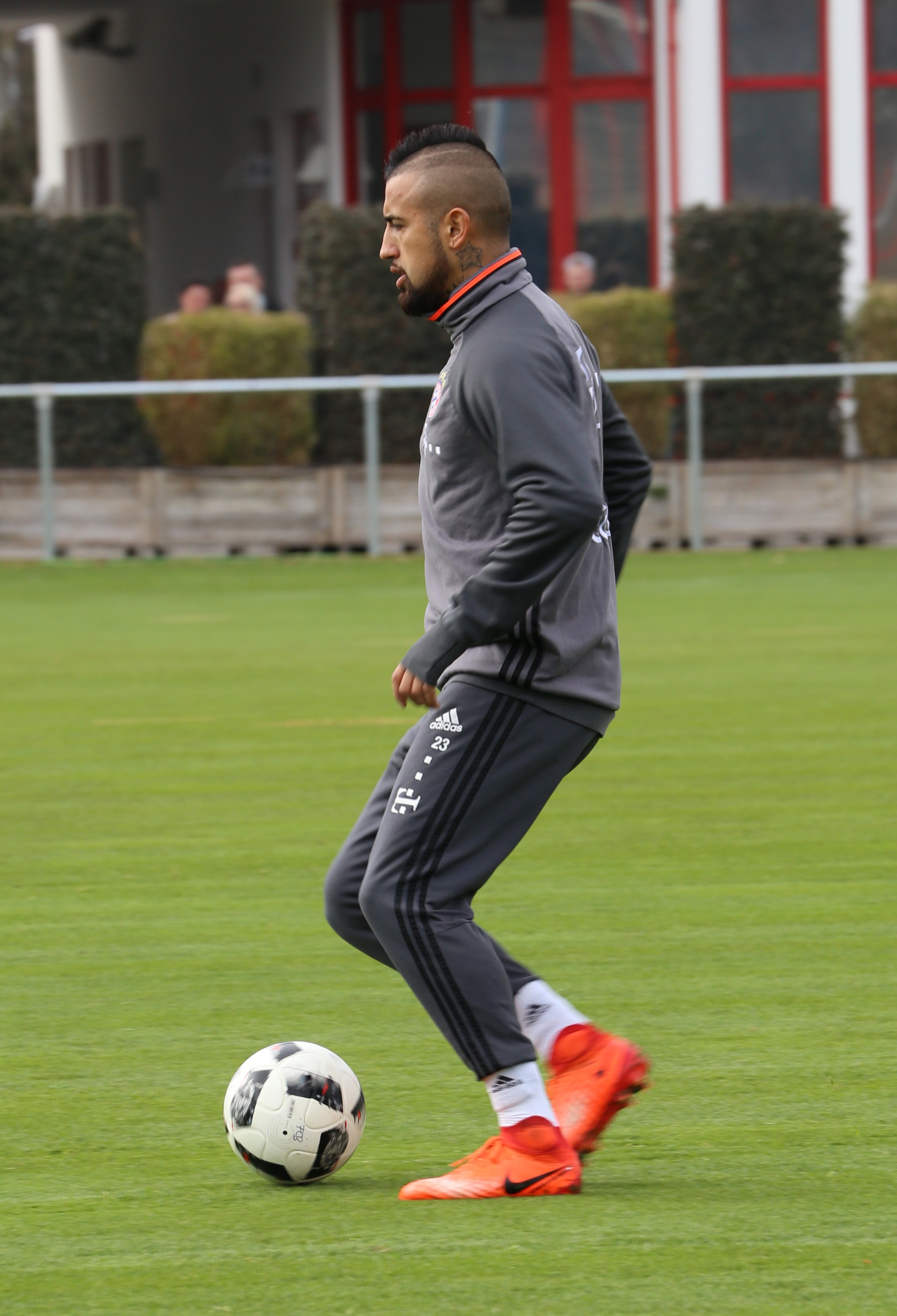
Vidal im Training auf dem Gelände des FC Bayern München (2017)

Zur Saison 2015/16 wechselte Vidal zum deutschen Rekordmeister FC Bayern München und unterschrieb einen Vierjahresvertrag. In seiner ersten Saison in München gewann der Verein mit der deutschen Meisterschaft und dem Pokalsieg das Double. 2017 und 2018 war Vidal Teil der Mannschaft, die erneut die deutsche Meisterschaft gewann.

#### FC Barcelona
Da Vidal beim FC Bayern nicht unumstritten war und mit dem Schalker Leon Goretzka zur Saison 2018/19 ein weiterer Mittelfeldspieler verpflichtet wurde, war der FC Bayern bereit, den 31-Jährigen ein Jahr vor Vertragsablauf gegen eine entsprechende Ablösesumme freizugeben. Nachdem Vidal beim FC Bayern noch die Saisonvorbereitung aufgenommen hatte, reiste er am 3. August aus dem Trainingslager am Tegernsee ab und wurde bereits drei Tage später als Neuzugang beim spanischen Meister FC Barcelona vorgestellt, bei dem er einen Dreijahresvertrag erhielt.

#### Inter Mailand
Mitte September 2020 wechselte der 33-jährige Vidal in die italienische Serie A zu Inter Mailand. Die Ablöse betrug inklusive möglicher Erfolgsprämien eine Million Euro.

#### Brasilien
Im Juli 2022 gab Inter Mailand die Vertragsauflösung mit Vidal bekannt, und Vidal wechselte er zu Flamengo Rio de Janeiro. Am 19. Oktober 2022 konnte er mit dem Klub den Erfolg im Copa do Brasil 2022 feiern. Am 29. Oktober folgte der Sieg in der Copa Libertadores 2022. Am 13. Juli 2023 löste Vidal seinen Vertrag bei Flamengo vorzeitig auf. Bereits am nächsten Tag gab der Ligakonkurrent Athletico Paranaense seine Verpflichtung bekannt. Der Kontrakt wurde befristet bis zum Ende des Jahres.

#### Rückkehr nach Chile
Ende Januar 2024 schloss sich Vidal nach 17 Jahren erneut seinem Ausbildungsverein Colo-Colo an. Bei seiner Rückkehr wurde er mit einem Helikopter ins Stadion gebracht und ritt anschließend, ausgestattet mit einer Krone, einem Schwert und einem Umhang, auf einem schwarzen Pferd durch das Stadion.

### Nationalmannschaft
Im Februar 2007 gab er sein Debüt in der A-Nationalmannschaft bei einem Kurzeinsatz gegen Venezuela. Für die Copa América wurde er von Trainer Nelson Acosta nicht in den Kader berufen; stattdessen wollte Acosta Vidal bei der U20-WM in Kanada spielen lassen, um die Chancen auf den WM-Titel zu steigern. Vidal erreichte dort mit der U20-Nationalmannschaft den dritten Platz.
In der Folgezeit lief er regelmäßig für die A-Nationalmannschaft auf und qualifizierte sich mit dem Team für die WM 2010 in Südafrika, für die der Defensivallrounder im Mai 2010 in den Kader der Chilenen berufen wurde. Im Achtelfinale schied die Mannschaft gegen Brasilien aus. Vidal stand in allen vier Spielen in der Startelf und wurde einmal zur Halbzeit ausgewechselt.
Im Juli 2011 wurde Vidal bei der Copa América in Argentinien in drei der vier Spiele eingesetzt. Im ersten Gruppenspiel gegen Mexiko erzielte er den Siegtreffer. Die Mannschaft schied im Viertelfinale gegen Venezuela aus.
Im Dezember 2011 wurde Vidal vom chilenischen Verband zusammen mit vier anderen Spielern für zehn Spiele suspendiert, da sie vor dem WM-Qualifikationsspiel in Uruguay im Vormonat nach einem freien Abend verspätet und betrunken ins Mannschaftsquartier zurückgekehrt seien. Die Suspendierung Vidals wurde am 6. Mai 2012 aufgehoben, sodass er für die WM-Qualifikationsspiele im Juni in Bolivien und Venezuela nominiert werden konnte.

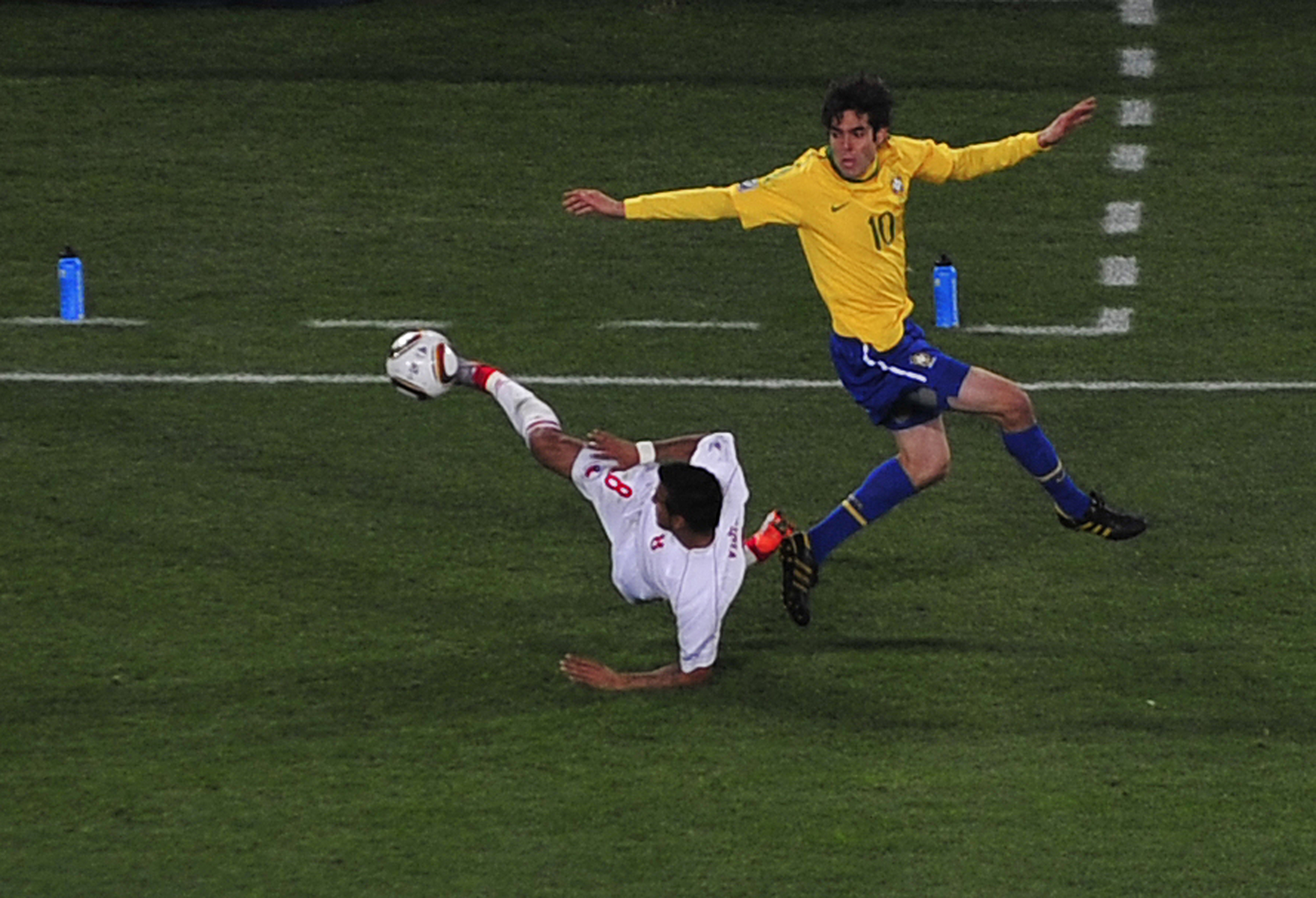
Arturo Vidal gegen Kaká bei der WM 2010
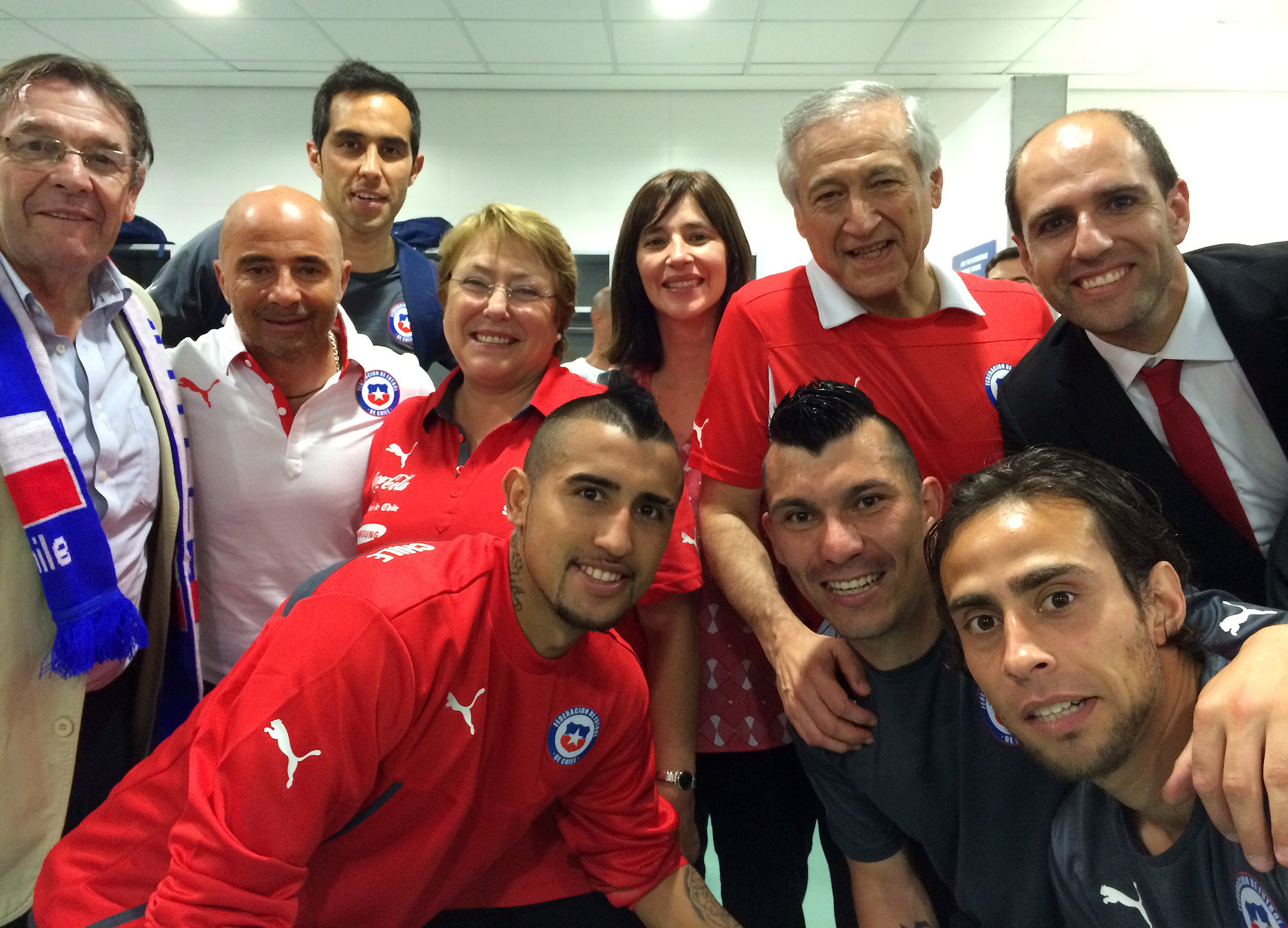
Bei einem Kabinenbesuch von Chiles Präsidentin Bachelet (4. v. l.)
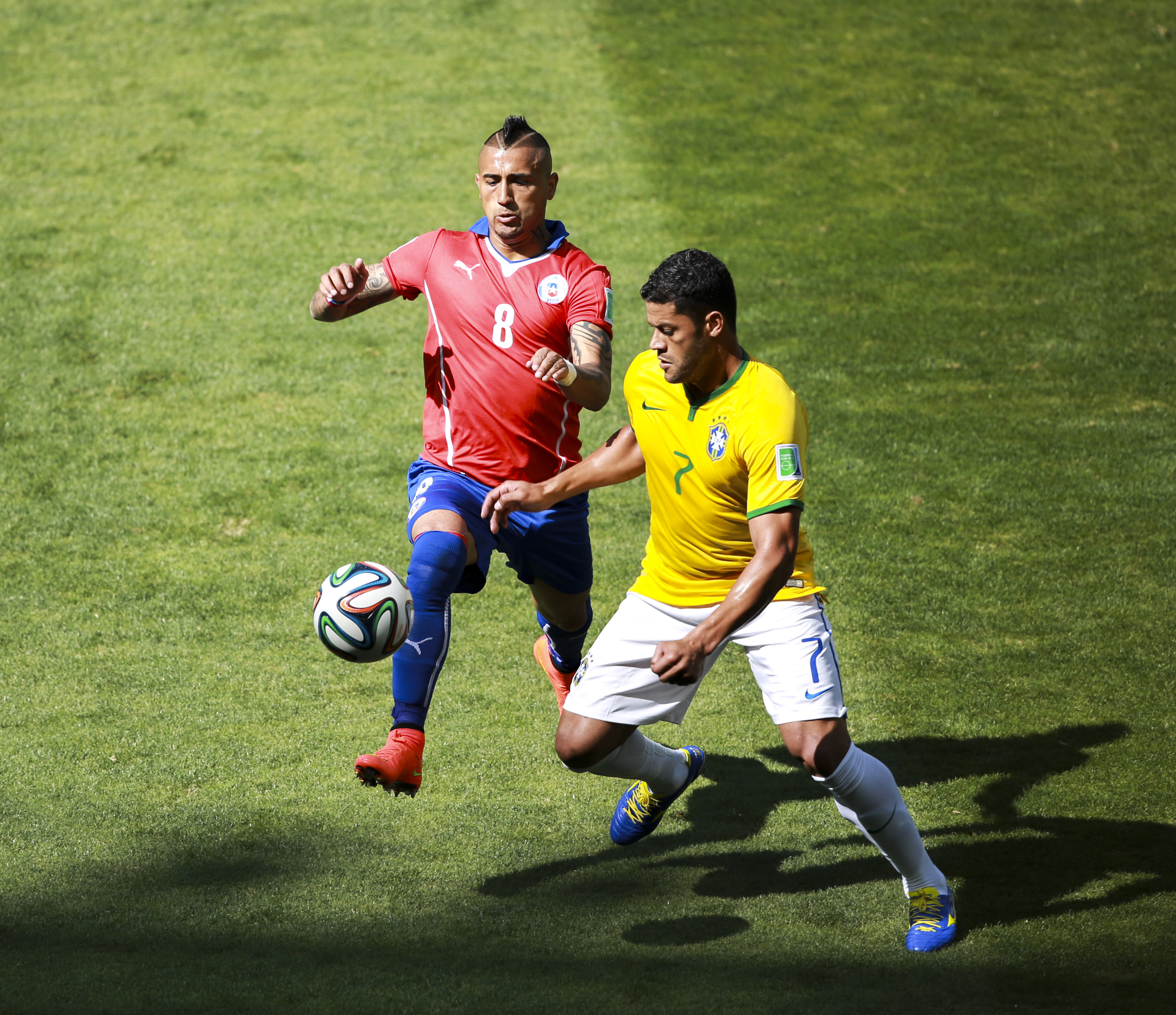
Arturo Vidal gegen Hulk bei der WM 2014

Bei der WM 2014 in Brasilien stand Vidal im Nationalteam, das wie schon vier Jahre zuvor wiederum im Achtelfinale gegen Brasilien aus, diesmal im Elfmeterschießen; Vidal war zuvor ausgewechselt worden. Er bestritt drei der vier WM-Spiele.
Im Folgejahr war Vidal bei der Copa América im eigenen Land Teil der Mannschaft, die mit dem erstmaligen Titelgewinn den größten Erfolg in der Historie der chilenischen Nationalmannschaft erreichte. In der Vorrunde erzielte er drei Tore, beim 5:0-Vorrundensieg gegen Bolivien wurde er zur Halbzeit ausgewechselt. Die folgenden Spiele im Turnier spielte er alle über die volle Zeit durch, einschließlich des Endspiels gegen Vizeweltmeister Argentinien, das nach torlosen 120 Minuten mit 4:1 im Elfmeterschießen gewonnen wurde. Vidal trug dazu mit seinem verwandelten Elfmeter bei.
Aufgrund des 100-jährigen Jubiläums des Wettbewerbs fand bereits ein Jahr später, 2016, die nächste Copa América statt, diesmal in den USA. Vidal war wiederum Stammspieler, fehlte im Halbfinale gegen Kolumbien jedoch gelbgesperrt. Chile gewann das Halbfinale und traf im Endspiel auf Argentinien, denselben Finalgegner wie im Vorjahr. Chile hatte bereits in der Vorrunde gegen Argentinien gespielt und mit 1:2 verloren. Auch dieses Endspiel ging wie 2015 torlos in das Elfmeterschießen. Vidal, der erster chilenischer Schütze war, war nicht erfolgreich, da der argentinische Torwart Sergio Romero seinen Elfmeter halten konnte. Chile gewann das Elfmeterschießen dennoch mit 4:2 und konnte somit den Titel verteidigen.
2017 nahm Chile als südamerikanischer Vertreter am Confed-Cup in Russland teil und erreichte das Endspiel, das gegen Weltmeister Deutschland mit 0:1 verloren wurde. Vidal bestritt alle Spiele über die komplette Spielzeit.
Für die WM-Endrunden 2018 in Russland und 2022 in Katar konnte sich Chile nicht qualifizieren.

## Sonstiges
Am 16. Juni 2015 stieß Vidal auf einer Landstraße zwischen Santiago de Chile und dem Süden des Landes in seinem erst eine Woche zuvor gekauften Ferrari mit zwei weiteren Verkehrsteilnehmern zusammen. Seine Frau und er erlitten leichte Verletzungen, der Sportwagen wurde schwer beschädigt. Da er unter Alkoholeinfluss stand, wurde Vidal vorläufig von der Polizei festgenommen.
Ende August 2019 spielte Vidal bei einem 25.000 Euro teuren Pokerturnier der European Poker Tour in Barcelona. Dabei erreichte er – ebenso wie sein Mannschaftskamerad Gerard Piqué – den Finaltisch und belegte den mit knapp 135.000 Euro dotierten fünften Platz.
Im August 2023 sorgte Vidal mit einem Kommentar über den ehemaligen deutschen Nationaltorwart Robert Enke für massive Kritik und Empörung. In einem Livestream auf der Plattform Twitch kommentierte Vidal seinen Treffer am 23. September 2007 beim 3:0-Erfolg gegen Hannover 96: „Das war mein erstes Tor in Europa mit Bayer Leverkusen. Hey, der Torwart hatte danach Depressionen und hat sich umgebracht“. Dabei lächelte er in die Kamera. Der an Depressionen erkrankte Enke hatte sich am 10. November 2009 das Leben genommen. Vidals Äußerung wurde in der Presse als „einfach nur ekelhaft“ eingestuft.

## Erfolge
Vereine
- Copa Libertadores: 2022
- Copa do Brasil: 2022
- Champions-League-Finalist 2015
- Spanischer Meister 2019
- Spanischer Supercup-Sieger 2018
- Deutscher Meister 2016, 2017, 2018
- Deutscher Pokalsieger 2016
- Deutscher Supercup-Sieger 2016, 2017
- Italienischer Meister 2012, 2013, 2014, 2015, 2021
- Italienischer Pokalsieger 2015, 2022
- Italienischer Supercup-Sieger 2012, 2013, 2021
- Chilenischer Meister 2006 (Apertura), 2006 (Clausura), 2007 (Apertura)

Nationalmannschaft
- Copa-América-Sieger 2015, 2016
- Confed-Cup-Finalist 2017
- Dritter bei der U-20-Weltmeisterschaft 2007

## Auszeichnungen
- Chiles Fußballer des Jahres 2016
- Mitglied der VDV 11 2010/11, 2015/16
- Team des Jahres der Serie A: 2013, 2014
- Einstufung als Weltklasse in der Rangliste des deutschen Fußballs Sommer 2016
- Copa América 2019: Mannschaft des Turniers[22]